# Gezondheid (Apple)
Gezondheid is de medische informatiekundige mobiele app aangekondigd door Apple Inc. op de Worldwide Developers Conference (WWDC) in 2014. De app is aanwezig in iOS-versie iOS 8 of later. HealthKit is de meegeleverde  application programming interface (API) aanwezig in de iOS SDK (Software Development Kit) voor de Mac. Het wordt gebruikt door softwareontwikkelaars om applicaties te ontwikkelen die een toekomstige uitbreidingsmogelijkheid hebben, en die informatie kunnen uitwisselen met de gezondheidapplicatie in iOS.

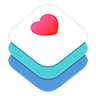
HealthKit-logo

Per februari 2017 verkopen ook meerdere bedrijven hardware buiten Apple die samenwerkt met HealthKit.
Per juli 2016 kunnen gebruikers uit de Verenigde Staten met iOS 10 of hoger zich opgeven als orgaandonor in de Gezondheid-app van Apple.